# 末日危城：王者之役
《末日危城：王者之役》（英語：In the Name of the King: A Dungeon Siege Tale，或者簡稱In the Name of the King）是一部2007年德國、加拿大、美國合拍的動作奇幻电影，由乌韦·博尔執導，改编自電子遊戲《末日危城》系列。2007年4月在布魯塞爾國際奇幻影展（Brussels Festival of Fantastic Films）上首映，2007年11月29日在德國上映，2008年1月11日在美国首期放映，中文版于2008年1月18日在台湾上映。

## 故事提要
一个身世背景都是谜的农夫—法莫·戴蒙，是一个不辞辛苦劳作，拥有强壮体力的坚忍男人。与妻子、儿子一同快乐的生活在石桥村里，可是有一天，村庄里杀来了一群来自库格族的抢匪，他们扫荡了整座农场并杀死了法莫的儿子，抢走了他的妻子索罗娜。传说中这群库格抢匪被一个法力高强的邪恶巫师所操控，正是他们改变了法莫的生活与命运。
法莫伤痛欲绝，爱好和平与正义的他在此事中受到了巨大的打击。他找到自己的导师诺瑞克与姐夫巴斯顿，计划着去追踪这群库格族的匪徒，他的目的就是要救出妻子索罗娜并让她重获自由。
艾柏王国国王的御用魔法师梅里克在这些匪徒身上发现了那股强大邪恶力量的来源，而这正是他多年的老对手盖伦，盖伦是一个为了谋求权力而不惜一切代价的强大巫师，他正计划着召集一支无比强大的地狱部队，他的目的就是要推翻坎瑞德国王统治的艾柏王国，好利用自己的棋子法罗公爵来继承艾柏王国的王位。
法莫和他的同伴穿越了很多崎岖危险的山道，进入了一片神秘的区域当中，这片区域就是库格族的根据地，他们对营地进行了一次大胆的夜袭，他们失败了，不幸的是诺瑞克和巴斯顿被克鲁格军队俘虏了，而最终将由法莫来粉碎盖伦的野心，一切都为了拯救妻子、同伴与王国的命运。

## 演員
- 傑森·史塔森 飾 Camden Konreid / 農夫
- 莉莉·索博斯基 飾 Muriella
- 尊·懷士-戴維斯 飾 Merick
- 朗·柏曼 飾 Norick
- 克萊兒·馥蘭妮 飾 Solana
- 克莉絲汀娜·羅肯 飾 Elora
- 馬修·里沃德 飾 Duke Fallow
- 雷·利奥塔 飾 Gallian
- 畢·雷諾斯 飾 King Konreid
- 布萊恩·J·懷特（英语：Brian J. White） 飾 Commander Tarish
- 麥克·多普德 飾 General Backler
- 威爾·山德森（英语：Will Sanderson） 飾 Basstian
- 坦妮亞·索尼爾（英语：Tania Saulnier） 飾 Talwyn
- 蓋柏愛拉·羅絲（英语：Gabrielle Rose (actress)） 飾 Delinda
- Terence Kelly 飾 Trumaine
- 科林·福特 飾 Zeph

## 获奖列表
- 2009年 - 金酸莓奖 最差影片
- 2009年 - 金酸莓奖 最差导演：乌维·鲍尔
- 2009年 - 金酸莓奖 最差编剧：维尔·特纳
- 2009年 - 金酸莓奖 最差男配角：伯特·雷诺兹
- 2009年 - 金酸莓奖 最差女配角：莉莉·索博斯基

## 外部連結
- 官方网站
  - German movie website （页面存档备份，存于）
- 互联网电影数据库（IMDb）上《In the Name of the King: A Dungeon Siege Tale》的资料（英文）
- AllMovie上《In the Name of the King: A Dungeon Siege Tale》的资料（英文）
- Box Office Mojo上《In the Name of the King: A Dungeon Siege Tale》的資料（英文）
- 爛番茄上《In the Name of the King: A Dungeon Siege Tale》的資料（英文）
- Metacritic上《In the Name of the King: A Dungeon Siege Tale》的資料（英文）
- Interviews at Movieset.com
- Interview with Uwe Boll （页面存档备份，存于） at GameDaily